# Strong Girl Nam-soon
Strong Girl Nam-soon (hangul: 힘쎈여자 강남순) é uma série de televisão sul-coreana de 2023 estrelada por Lee Yoo-mi no papel-título, e Kim Jung-eun, Kim Hae-sook, Ong Seong-wu e Byeon Woo-seok em outros papéis principais. A série serve como um spin-off do drama Strong Girl Bong-soon de 2017. Foi ao ar na JTBC de 7 de outubro a 26 de novembro de 2023, sendo exibido todos os sábados e domingos, às 22h30 (KST). Também está disponível para streaming na Netflix em regiões selecionadas.
A série foi muito bem aclamada pelo público, e teve seu episódio final registrando 10,42% da audiência nacional.

## Sinopse
Gang Nam-soon (Lee Yoo-mi) desapareceu na Mongólia ainda criança. Já adulta, ela viaja para a Coreia do Sul em busca de seus pais biológicos, onde ela acaba encontrando sua mãe Hwang Geum-joo (Kim Jung-eun), que é uma empresária bilionária, e sua avó Gil Joong-gan (Kim Hae-sook), no distrito de Gangnam. Eventualmente, Nam-soon, sua mãe e sua avó se envolvem em um caso de drogas que o detetive Gang Hee-sik (Ong Seong-wu) está investigando em uma empresa chamada Doogo, comandada por Ryu Shi-oh (Byeon Woo-seok).

## Elenco

### Principal
- Lee Yoo-mi como Gang Nam-soon/Khan Tsetseg[15]
  - Ahn Tae-rin como Tsetseg/Gang Nam-soon jovem[16]

Prima em segundo grau de Do Bong-soon. Assim como sua prima, ela nasce e desenvolve uma força sobre-humana, no caso, adquirida pela linhagem feminina por parte de sua mãe, Hwang Geum-joo.
- Kim Jung-eun como Hwang Geum-joo[17]

Mãe de Gang Nam-soon, que é CEO de uma empresa de empréstimos de Gangnam, de nome "Gold Blue". Assim como sua filha, ela nasceu com uma força sobre-humana.
- Kim Hae-sook como Gil Joong-gan[17]

Avó de Gang Nam-soon e mãe de Hwang Geum-joo. Assim como a filha e a neta, ela nasceu com uma força sobre-humana.
- Ong Seong-wu como Gang Hee-sik[18]

Tenente do Departamento de Polícia do Distrito de Gangnam Hangang, especializado em casos envolvendo drogas.
- Byeon Woo-seok como Ryu Shi-oh/Anton[19]

CEO da empresa "Doogo", e principal antagonista da série.

### De apoio

#### Pessoas ao redor de Gang Nam-soon
- Lee Seung-joon como Gang Bong-go[20]

Pai de Nam-soon e ex-marido melodramático de Geum-joo, que passa a comandar um estúdio fotográfico após o divórcio.
- Han Sang-jo como Gang Nam-in[21]

O irmão gêmeo mais novo de Nam-soon, proprietário do Tarot Cafe no primeiro andar do prédio de Geum-joo.
- Kim Ki-doo como Hwang Geum-dong[22]

Tio materno de Nam-soon, irmão mais novo de Geum-joo e filho de Joong-gan.
- Joo Woo-jae como Ji Hyun-soo[23]

Um morador de rua que ajuda Nam-soon em seus primeiros contatos com a Coreia do Sul.
- Park Gyeong-ree como Noh Seon-saeng (Professora Noh)[24]

Uma moradora de rua que não tem dinheiro, mas tem uma queda por Hyun-soo. Ela ajuda Nam-soon em seus primeiros contatos com a Coreia do Sul.

#### Delegacia de polícia do distrito de Gangnam Hangang
- Young Tak como Oh Young-tak[25][26]

Um detetive apaixonado, parceiro de Hee-sik e sênior na equipe de investigação de drogas.
- Ryu Ha-seong como Jin Seon-gyu[26]

O membro mais jovem da equipe de investigação de drogas.
- Song Jin-woo como Kim Seok-ho[26]

Membro da equipe de investigação de drogas, ex-guarda-costas e policial treinado em taekwondo.
- Jeong Seung-gil como Ha Dong-seok[27]

Ex-oficial das forças especiais e líder da equipe de investigação de drogas.
- Kim Si-hyeon como Yeo Ji-hyeon[28]

Uma policial da delegacia distrital e colega de Hee-sik.

#### Pessoas ao redor de Hwang Geum-joo
- Choi Hee-jin como Ri Hwa-ja/Lee Myung-hee[29]

Uma garota que se passa por Nam-soon.
- Oh Jeong-yeon como Jung Na-young[30]

Secretária de confiança de Geum-joo.
- Akira como Bread Song/Song Soo-hyun[31]

Um golpista, dono de negócios ilícitos.
- Lee Joong-ok como Kim Nam-gil[32]

Subordinado de Geum-joo na Gold Blue.

#### Pessoas ao redor de Gil Joong-gan
- Jeong Bo-seok como Seo Jun-hee[20]

Barista do café dirigido por Nam-in.
- Im Ha-ryong como Hwang Guk-jong[33]

Marido de Joong-gan que se torna monge.

#### Pessoas ao redor de Ryu Shi-oh
- Yoon Seong-su como Secretário Yoon[34][35]

Secretário de Ryu Shi-oh, com fluência em inglês, mas que sofre gaslighting por Shi-oh.
- Konstantin Vlasov como Kyle Alexandros[34]

Guarda-costas de Ryu Shi-oh, campeão russo de jiu-jitsu.

#### Outros
- Tserenbold Tsegmid como Khokho[36][37]

Um pastor mongol e pai adotivo que cuidou de Nam-soon.
- Batsumiya Batdorj como Joljaya[36][37]

Uma pastora mongol, esposa de Khokho e mãe adotiva de Nam-soon.

### Estendido
- Lee Chang-ho como Nam Hong-do[38]

Secretário de Bread Song.
- Kang Gil-woo como Dr. Choi[39]

Um pesquisador em uma fábrica de medicamentos.
- Ha Dong-joon como contador-chefe da Gold Blue[40]
- Park Hye-na como Madame Marie Kim[41]
- Lee Hee-jin como Baek, a gerente assistente[41]

### Participações especiais
- Kim Won-hae como vendedor de armas de fogo (Ep. 1)[42]
- Park Bo-young como Do Bong-soon (Ep. 3)[43]
- Park Hyung-sik como Ahn Min-hyuk (Ep. 3)[43]
- Jeon Soo-kyeong como mãe de Gang Hee-sik (Ep. 4, 16)[44]
- Lee Hong-nae como Bingbing (Ep. 16)[45]
- Oh Na-ra como Yoon-hee (Ep. 16)[46]

## Trilha sonora

### Part 1
| Lançado em 8 de outubro de 2023 |                |                   |                                                                         |                |         |  |
| N.º                             | Título         | Letras            | Música                                                                  | Artista        | Duração |  |
| 1.                              | "Superpowers"  | WarmIt (MonoTree) | Anymasingga Fuxxy (MonoTree) Alina Smith Annalise Morelli Gino Barletta | Itzy           | 2:56    |  |
| 2.                              | "Superpowers"  |                   | Anymasingga Fuxxy (MonoTree) Alina Smith Annalise Morelli Gino Barletta |                | 2:56    |  |
| Duração total:                  | Duração total: | Duração total:    | Duração total:                                                          | Duração total: | 5:52    |  |

### Part 2
| Lançado em 15 de outubro de 2023 |                |                |                |                |         |  |
| N.º                              | Título         | Letras         | Música         | Artista        | Duração |  |
| 1.                               | "Be Your Love" | Park Sol Nod   | Nod Park Sol   | Junggigo       | 3:12    |  |
| 2.                               | "Be Your Love" |                | Nod Park Sol   |                | 3:12    |  |
| Duração total:                   | Duração total: | Duração total: | Duração total: | Duração total: | 6:24    |  |

### Part 3
| Lançado em 21 de outubro de 2023 |                |                |                                                       |                |         |  |
| N.º                              | Título         | Letras         | Música                                                | Artista        | Duração |  |
| 1.                               | "S.O.S"        | Humbler        | Humbler Boran Jessica Pierpoint Park Sol Kim Ki-jeong | YongYong       | 3:12    |  |
| 2.                               | "S.O.S"        |                | Humbler Boran Jessica Pierpoint Park Sol Kim Ki-jeong |                | 3:12    |  |
| Duração total:                   | Duração total: | Duração total: | Duração total:                                        | Duração total: | 6:24    |  |

### Part 4
| Lançado em 28 de outubro de 2023 |                |                           |                                        |                    |         |  |
| N.º                              | Título         | Letras                    | Música                                 | Artista            | Duração |  |
| 1.                               | "Love Blooms"  | Kim Si-on Glen Choi Renée | Glen Choi Kim Si-on Renée Jeong Su-wan | Moonbyul (Mamamoo) | 3:14    |  |
| 2.                               | "Love Blooms"  |                           | Glen Choi Kim Si-on Renée Jeong Su-wan |                    | 3:14    |  |
| Duração total:                   | Duração total: | Duração total:            | Duração total:                         | Duração total:     | 6:28    |  |

### Part 5
| Lançado em 4 de novembro de 2023 |                |                  |                                       |                |         |  |
| N.º                              | Título         | Letras           | Música                                | Artista        | Duração |  |
| 1.                               | "Wonder Woman" | Yelo Pdly Le'mon | Ant Pdly Yelo Le'mon De View Wonder B | Adora          | 3:20    |  |
| 2.                               | "Wonder Woman" |                  | Ant Pdly Yelo Le'mon De View Wonder B |                | 3:20    |  |
| Duração total:                   | Duração total: | Duração total:   | Duração total:                        | Duração total: | 6:40    |  |

### Part 6
| Lançado em 11 de novembro de 2023 |                |                       |                                         |                |         |  |
| N.º                               | Título         | Letras                | Música                                  | Artista        | Duração |  |
| 1.                                | "I Wanna Fly"  | LooGone Han Kyung-soo | LooGone Han Kyung-soo $$AM (PaperMaker) | Weeekly        | 3:07    |  |
| 2.                                | "I Wanna Fly"  |                       | LooGone Han Kyung-soo $$AM (PaperMaker) |                | 3:07    |  |
| Duração total:                    | Duração total: | Duração total:        | Duração total:                          | Duração total: | 6:14    |  |

## Audiência
| Temporada | Temporada | Ep. 1 | Ep. 2 | Ep. 3 | Ep. 4 | Ep. 5 | Ep. 6 | Ep. 7 | Ep. 8 | Ep. 9 | Ep. 10 | Ep. 11 | Ep. 12 | Ep. 13 | Ep. 14 | Ep. 15 | Ep. 16 | Ep. 17 |
| --------- | --------- | ----- | ----- | ----- | ----- | ----- | ----- | ----- | ----- | ----- | ------ | ------ | ------ | ------ | ------ | ------ | ------ | ------ |
|           | 1         | 1.154 | 1.558 | 2.052 | 2.318 | 1.879 | 2.134 | 1.811 | 2.123 | 1.811 | 2.138  | 1.934  | 2.200  | 1.871  | 2.080  | 2.242  | 2.652  | 1.750  |

| Ep. | Data de transmissão original | Parcela média de audiência (Nielsen Korea) | Parcela média de audiência (Nielsen Korea) |
| Ep. | Data de transmissão original | Nacional                                   | Seul                                       |
| --- | ---------------------------- | ------------------------------------------ | ------------------------------------------ |
| 1 | 7 de outubro de 2023         | 4.296% (1º)                                | 4.822% (1º)                                |
| 2 | 8 de outubro de 2023         | 6.062% (1º)                                | 5.848% (1º)                                |
| 3 | 14 de outubro de 2023        | 8.002% (1º)                                | 8.950% (1º)                                |
| 4 | 15 de outubro de 2023        | 9.760% (1º)                                | 10.547% (1º)                               |
| 5 | 21 de outubro de 2023        | 7.278% (1º)                                | 7.928% (1º)                                |
| 6 | 22 de outubro de 2023        | 8.096% (1º)                                | 8.402% (1º)                                |
| 7 | 28 de outubro de 2023        | 7.344% (1º)                                | 8.395% (1º)                                |
| 8 | 29 de outubro de 2023        | 8.472% (1º)                                | 9.050% (1º)                                |
| 9 | 4 de novembro de 2023        | 7.139% (1º)                                | 7.688% (1º)                                |
| 10 | 5 de novembro de 2023        | 8.720% (1º)                                | 9.292% (1º)                                |
| 11 | 11 de novembro de 2023       | 7.571% (1º)                                | 7.890% (1º)                                |
| 12 | 12 de novembro de 2023       | 8.474% (1º)                                | 9.014% (1º)                                |
| 13 | 18 de novembro de 2023       | 7.381% (1º)                                | 8.294% (1º)                                |
| 14 | 19 de novembro de 2023       | 8.986% (1º)                                | 9.553% (1º)                                |
| 15 | 25 de novembro de 2023       | 8.989% (1º)                                | 9.605% (1º)                                |
| 16 | 26 de novembro de 2023       | 10.420% (1º)                               | 11.108% (1º)                               |
| Média | Média                        | 7.937%                                     | 8.524%                                     |
| - Na tabela acima, os números em azul representam a audiência média mais baixa e os números em vermelho representam a audiência média mais alta. - Esta série foi ao ar em um canal a cabo/TV paga que normalmente tem uma audiência relativamente menor em comparação com a TV aberta/emissoras públicas (KBS, SBS, MBC, e EBS). |                              |                                            |                                            |